# Flanitzhütte
Flanitzhütte ist ein Gemeindeteil der Gemeinde Spiegelau im niederbayerischen Landkreis Freyung-Grafenau. 

## Geographie
Der Weiler liegt fast sechs Kilometer nordwestlich von Spiegelau am linken Ufer der Flanitz.